# 重命名

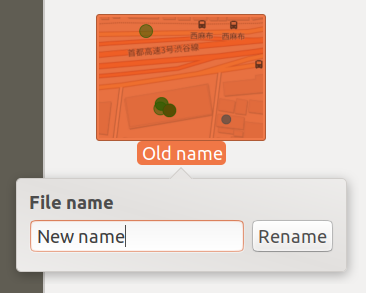
在Ubuntu 18.04中重命名文件

在電腦中，重命名是指更改文件的名称。在一些操作系統上，这可以通过使用诸如ren或Mv之类的shell命令手动完成，也可以通过使用批量重命名软件自动完成重命名过程。程序員在編程時，C標準函式庫提供了一个名为rename的函数来讓程序員执行重命名操作。 